# Василько (рід)
Василько (нім. Wassilko von Serecki, рум. Vasilco) — давній буковинський рід бояр та австрійської аристократії, одні з найбільших землевласників Буковини. Барони Васильки отримали титул графа в Австро-Угорській імперії.

## Історія

### Молдавський період
Рід Василько походить з часів Київської Русі і вперше згадується в 1097 році. Відповідно до історії сім'ї, вони нащадки князя Перемишльського Василько Ростиславовича та ростовських князів Василько (1238). В 1350 році боярин Панку (Панько) на лівому березі Серету для свого єдиного сина Луки (Лукаша) заснував поселення Lucavăţ — найдавніше поселення в цьому районі. Сини Лукаша — були лицарями при дворі князя Олександра Доброго. Грамотою від 16 лютого 1428 закріплено родові маєтки. Пізніше боярський рід згадується в грамоті князя Штефана Великого від 15 Березня 1490 року.
В грамоті від 4 лютого 1676 року польський король за видатні заслуги в польській армії в битві при Хотині 1673 року надає родині титул баронів.
Диваном Молдови в акті від 24 січня 1681 року який був підписаний Мироном Костіним, згадується що рід є великими боярами.

### Австрійський період
1773 року згадується, що бояри Василько обрали родовим Берегомет, відбудували храм Св. Миколая на місці старої дерев'яної церкви. який освятили в 1786 році. Грамотою від 14 липня 1855 року Jordáki лицар Йордакі Василько отримав від імператора Франца Йосипа I титул австрійського барона з приставкою Серетський (Serecki) для себе і своїх нащадків. Він почав будівництво замку Берегомет, в який переїхав 18 квітня 1861 року.
Грамотою від 19 жовтня 1918 року імператором Карлом I Василькам присвоєно титул графа.

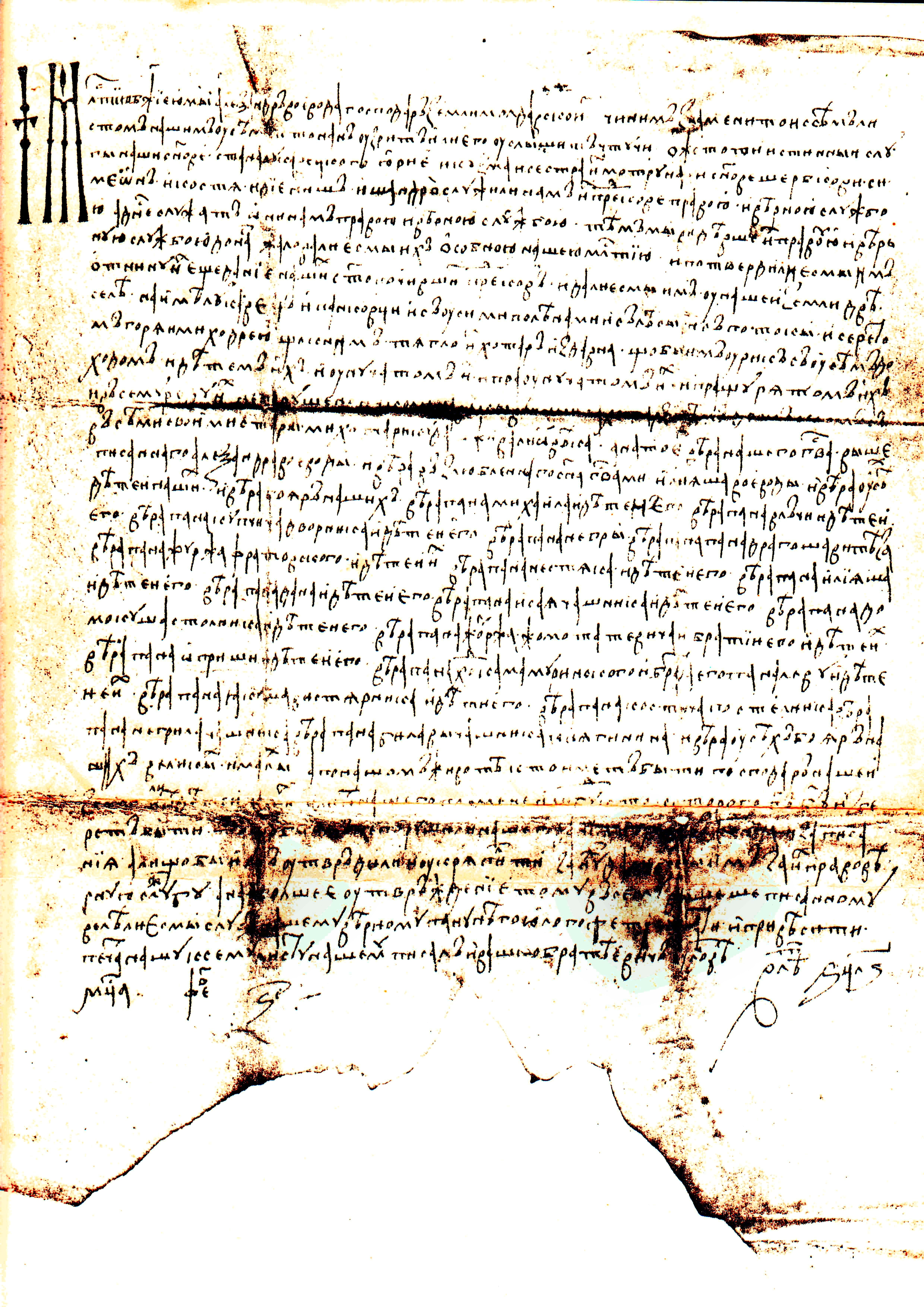
Грамота від 16. 02. 1428
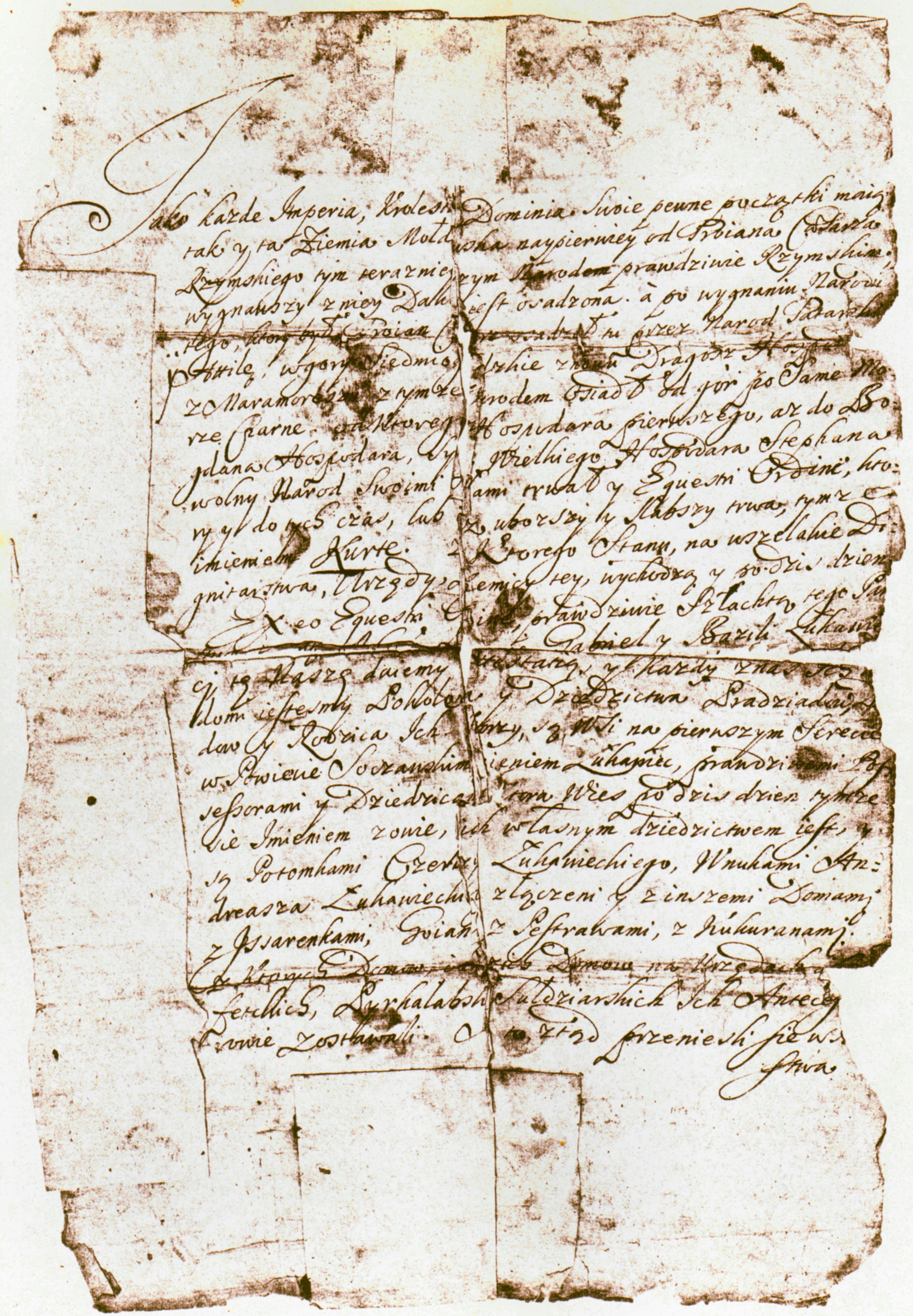
Грамота від 24. 01 1681 /1
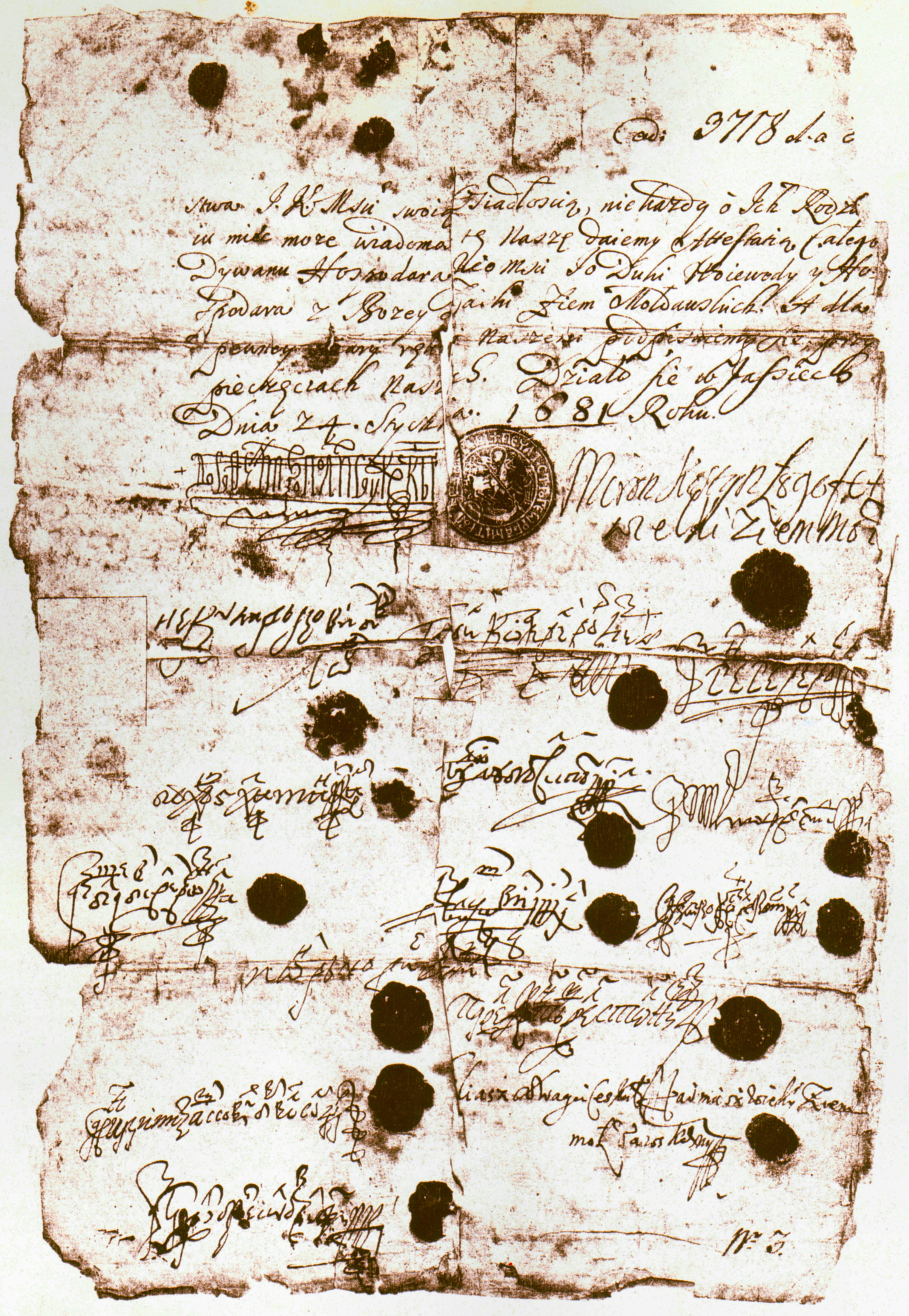
Грамота від 24. 01 1681 /2
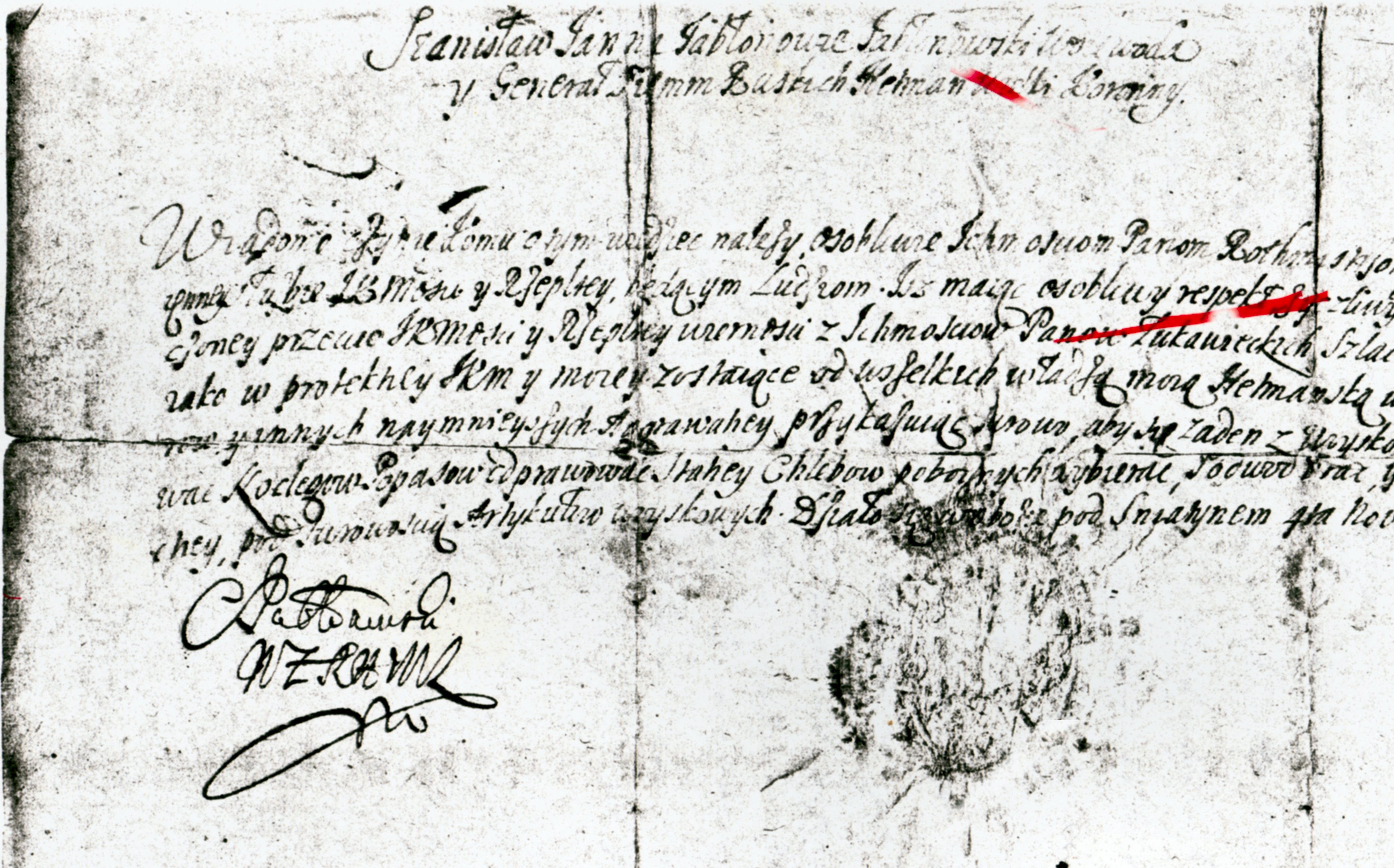
Грамота від 4. 11. 1691
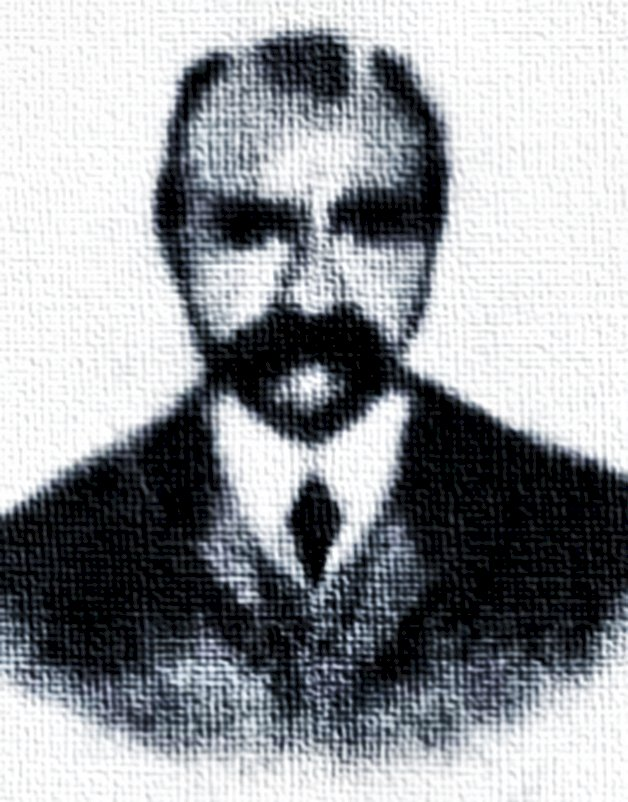
Барон Іордакі Василько (1795–1861)
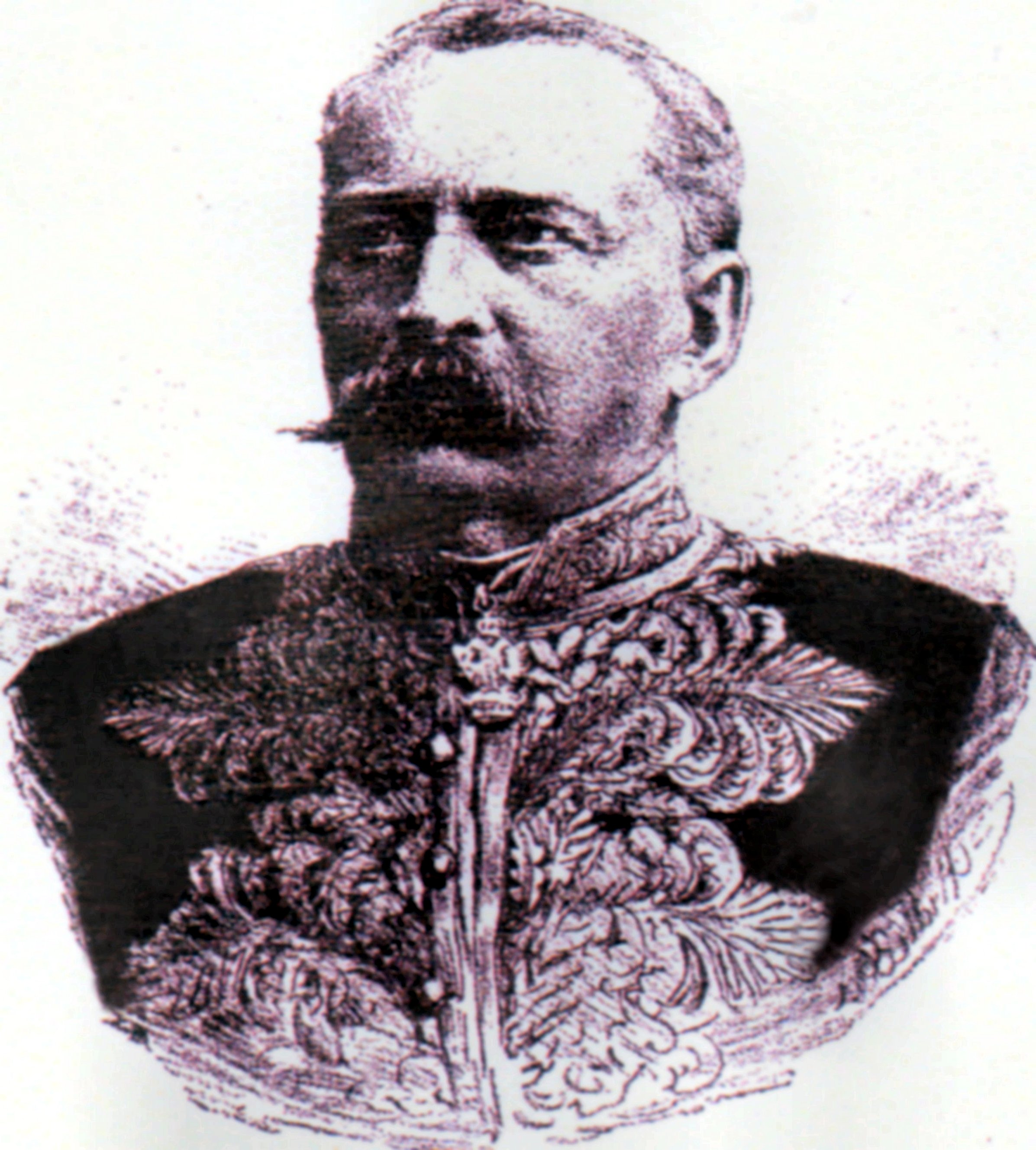
Барон Олександр Василько Серетський (1827–1893)
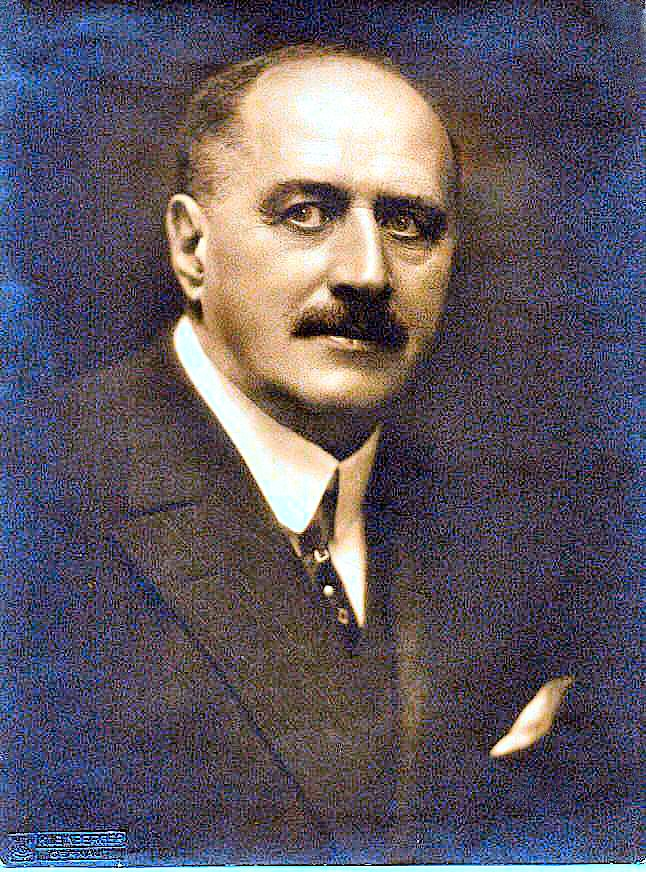
Граф Георгій (Юрій) Василько Серетський (1864–1940)
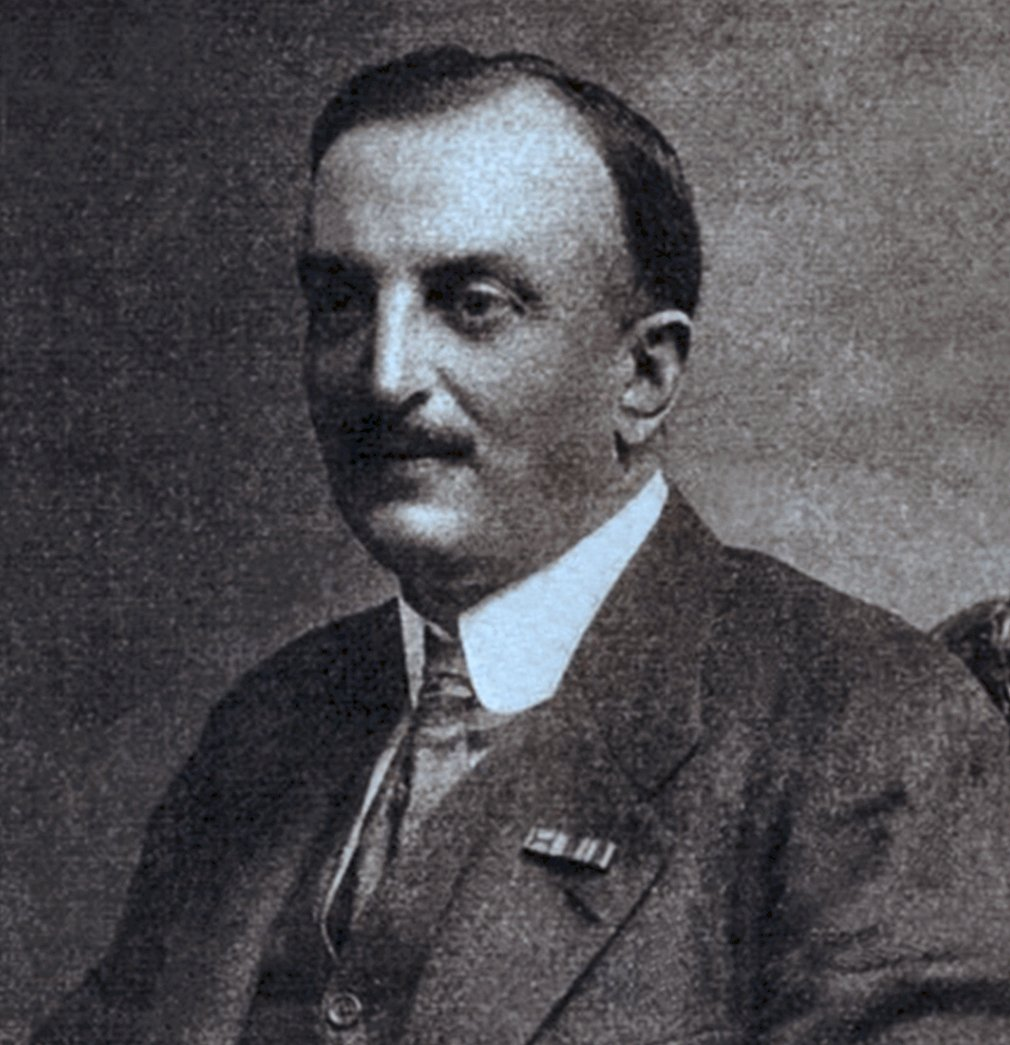
Граф Штефан Василько Серетський (1869–1933)
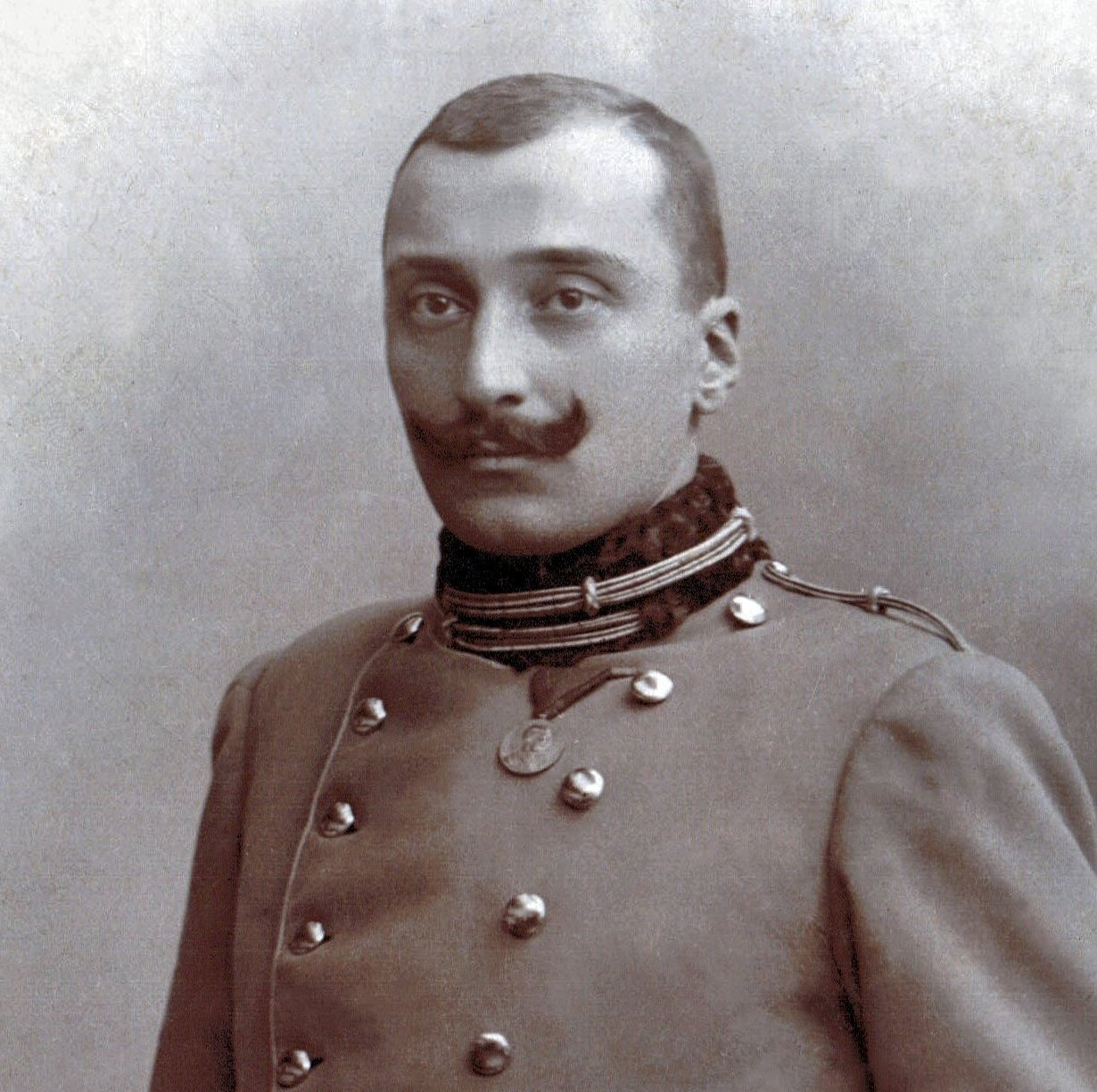
Олександр Василько фон Серецький (1871–1920)
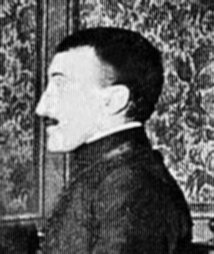
Граф Віктор Василько фон Серецький (1872–1934)
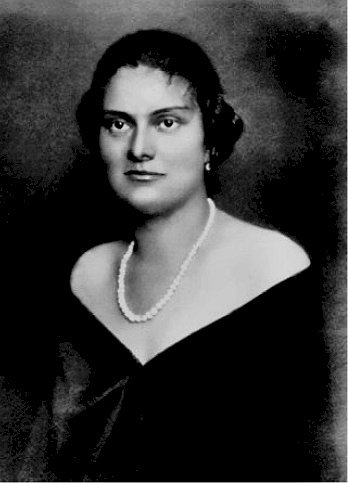
Графиня Зоя Василько Серетська (1897–1978)
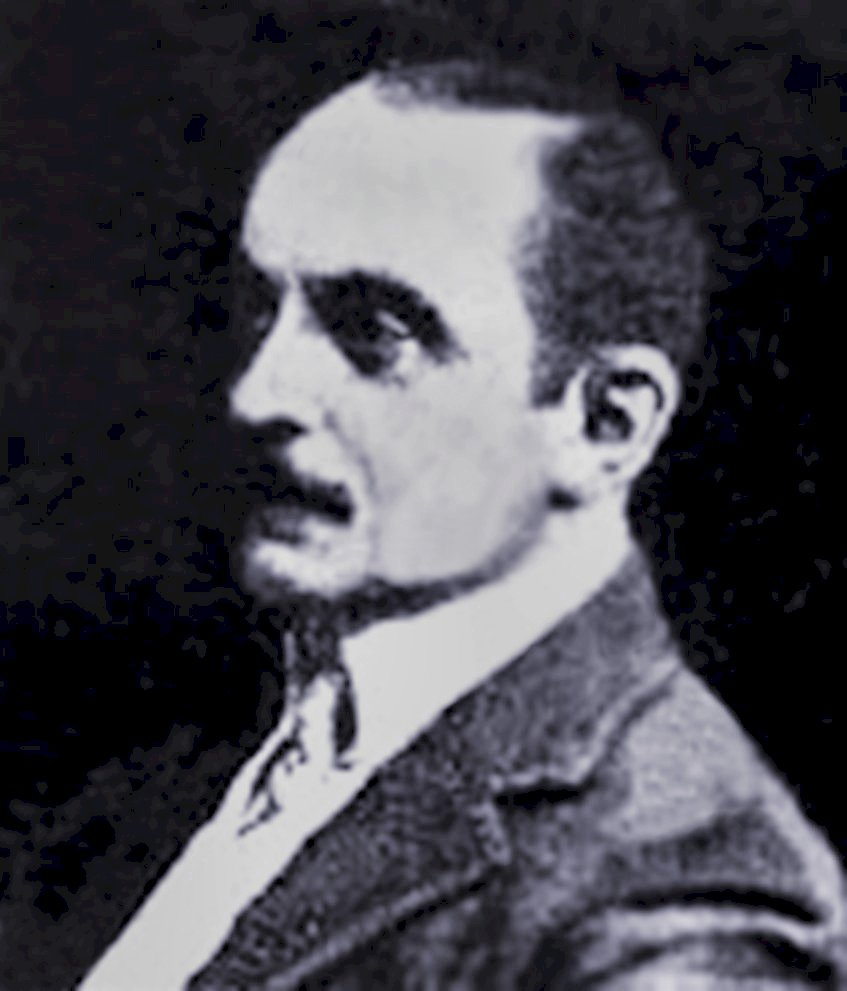
лицар Микола Василько (1868–1924)
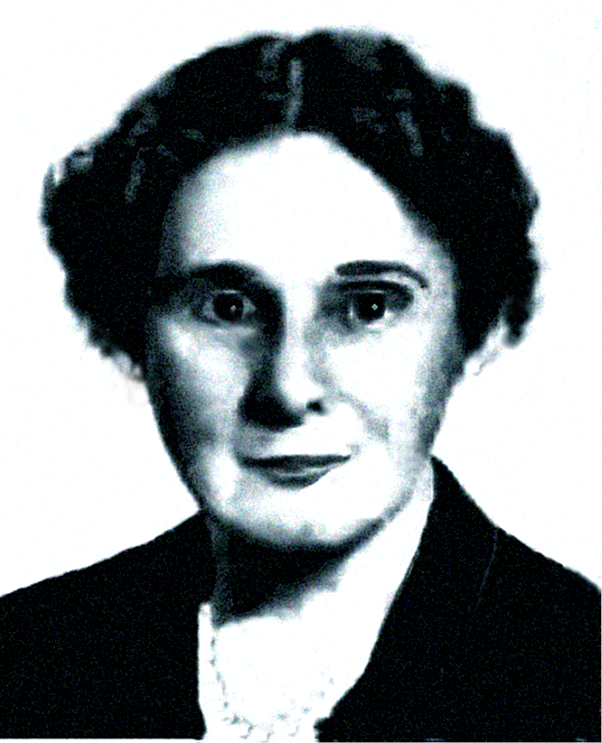
Теофіла Василько (1893–1973)
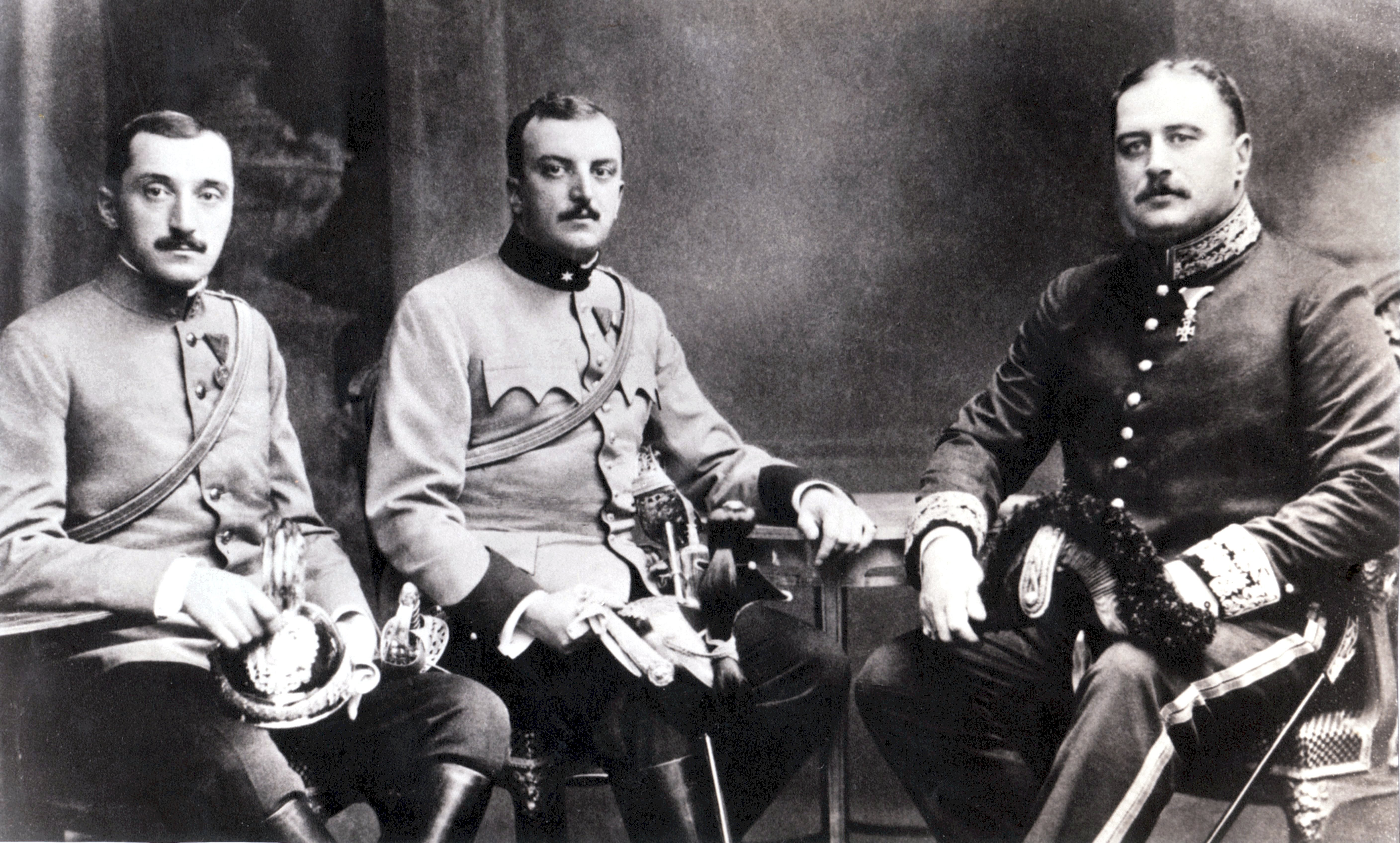
Олександр, Степан та Георг Василько Серетські

## Герб

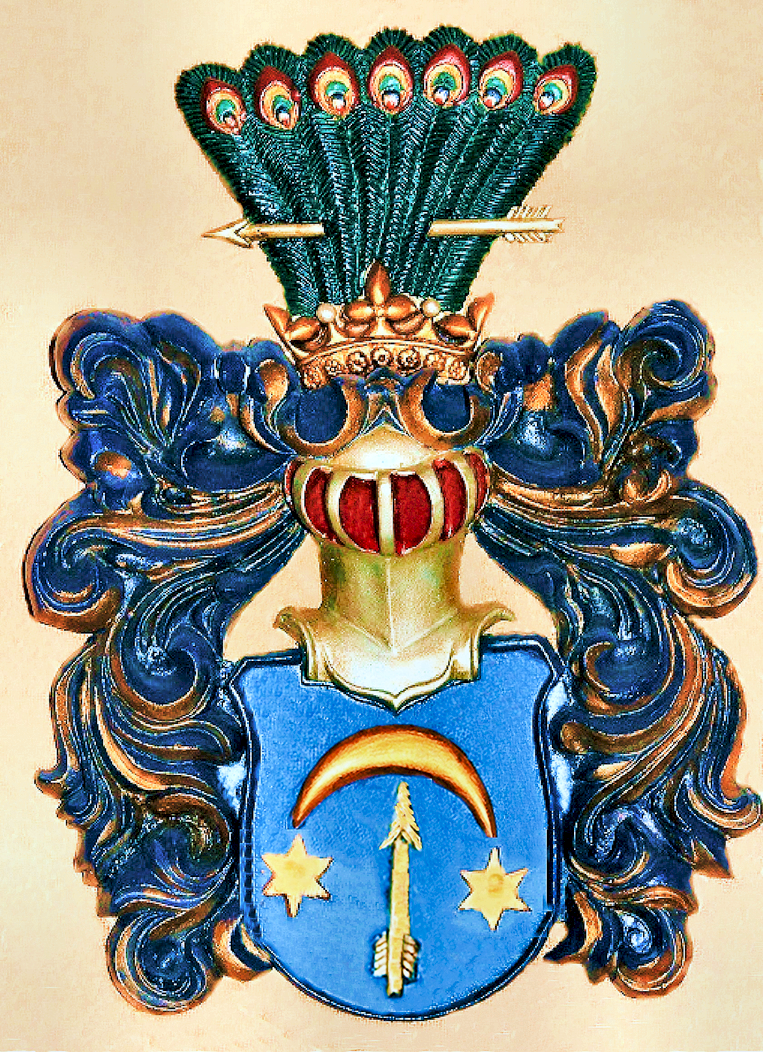
Герб Василько 1676
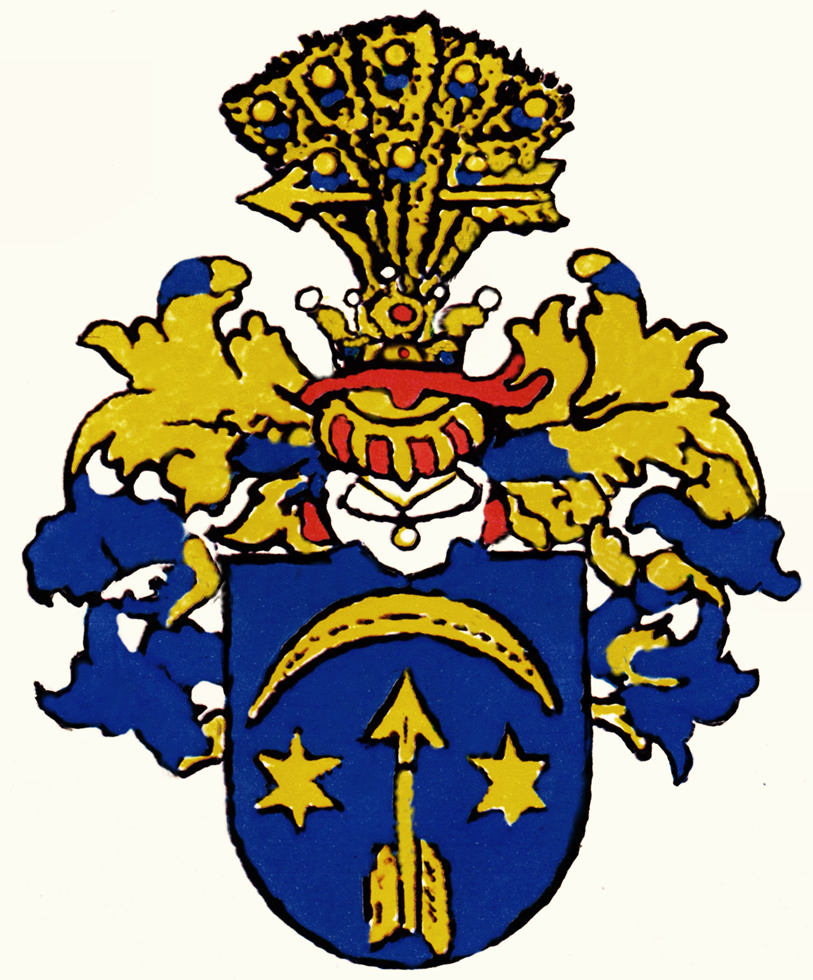
Герб баронів Василько 1676
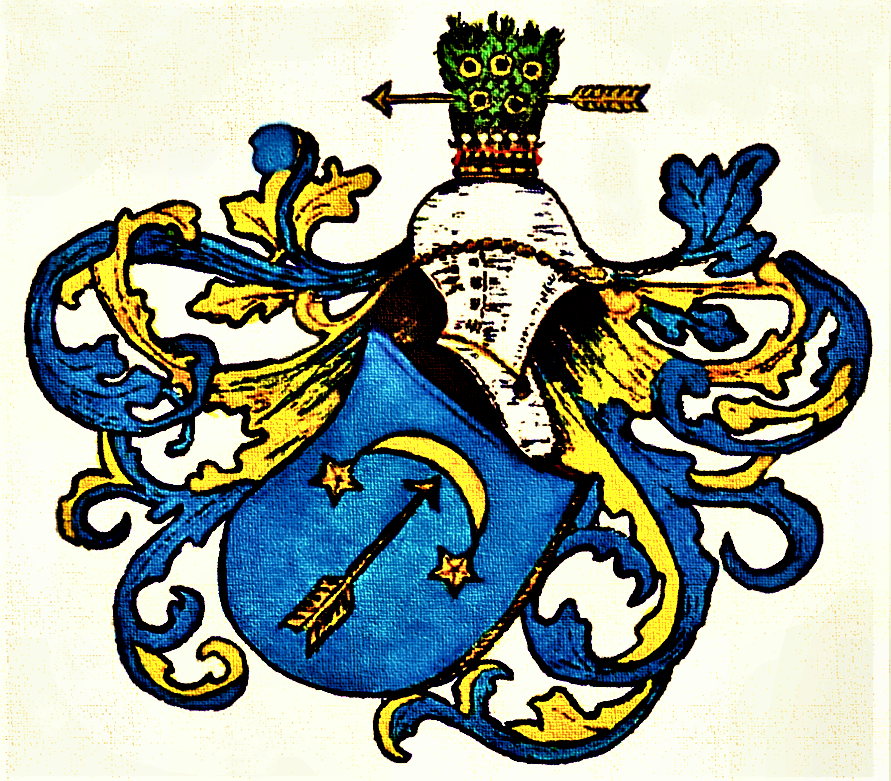
Герб лицарів Василько 1676 1788
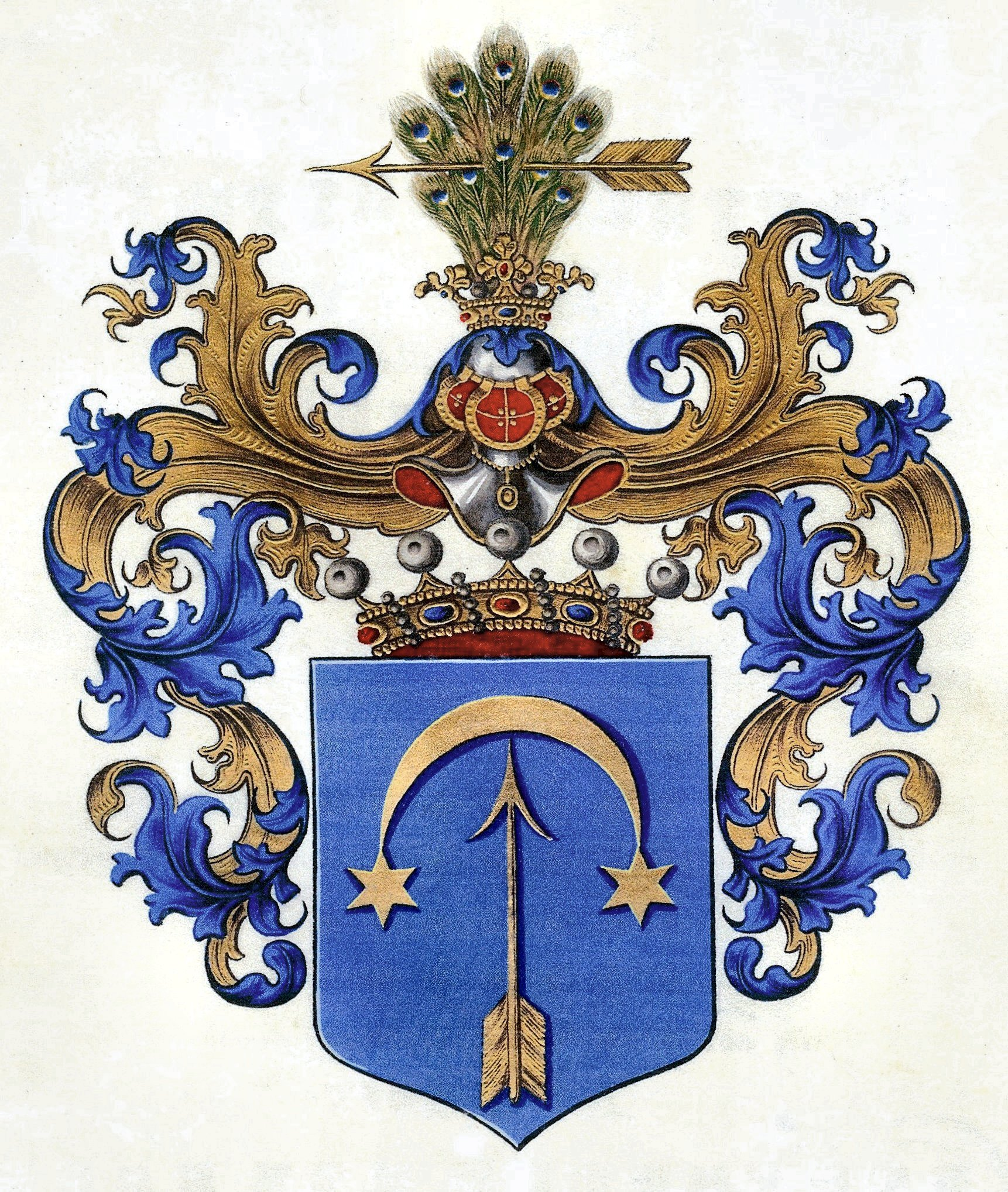
Герб баронів Василько Серетських 1676, 1855
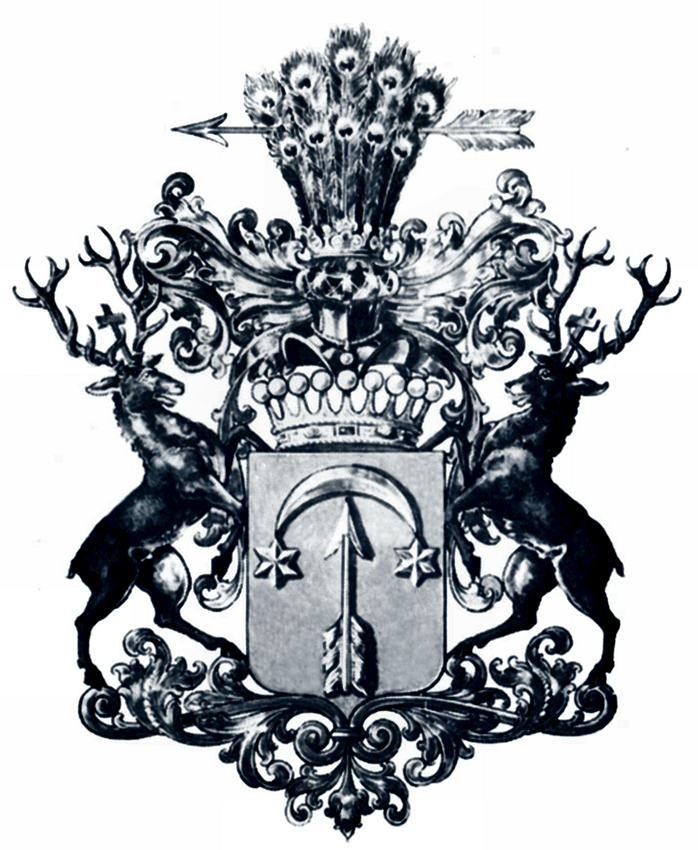
Герб графів Василько Серетських, 1918

## Маєток

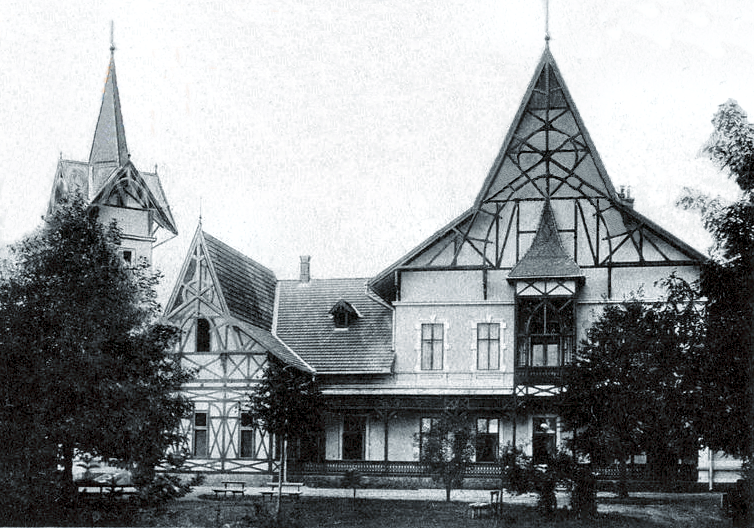
Замок Берегомет
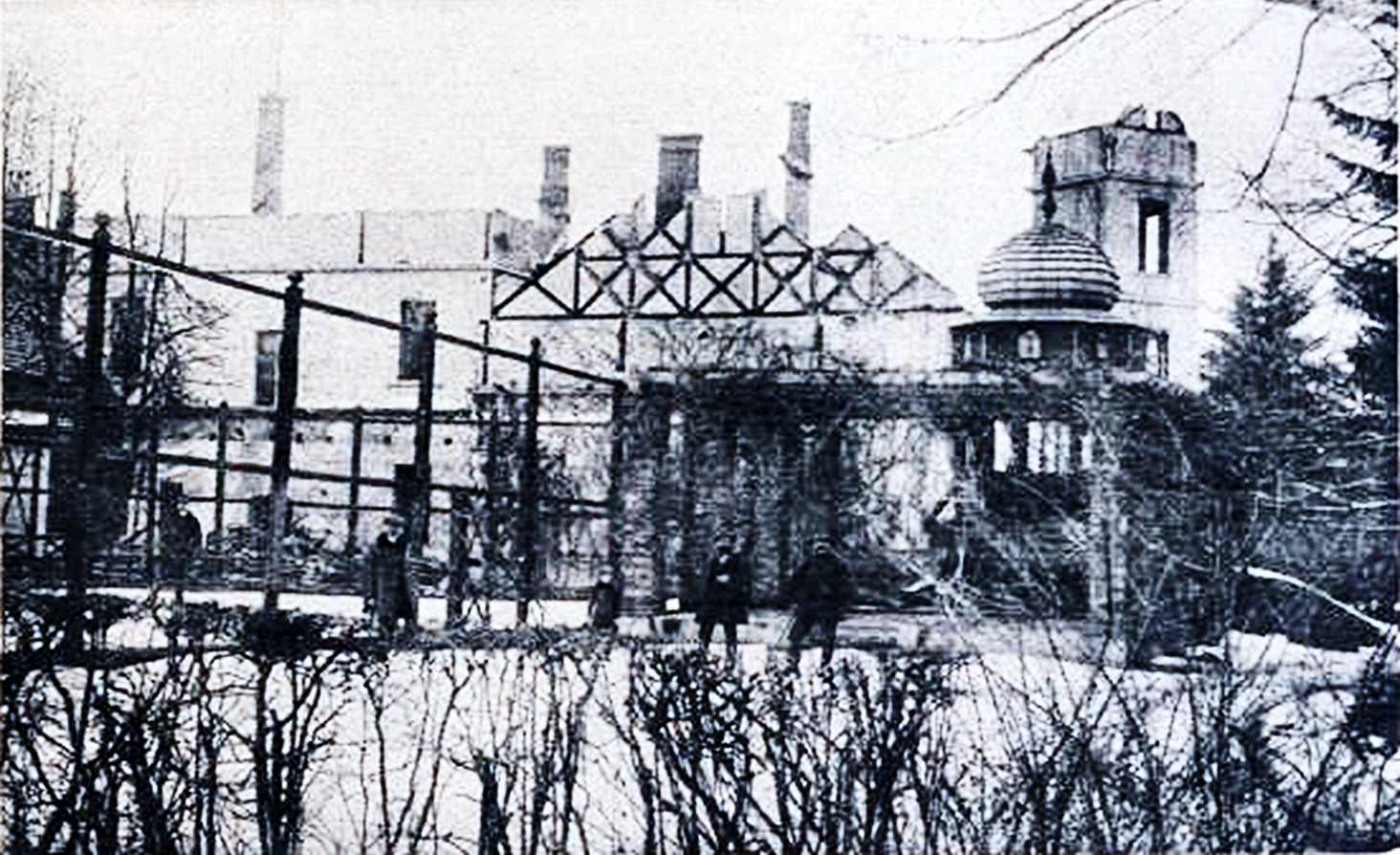
Замок Берегомет, 1915
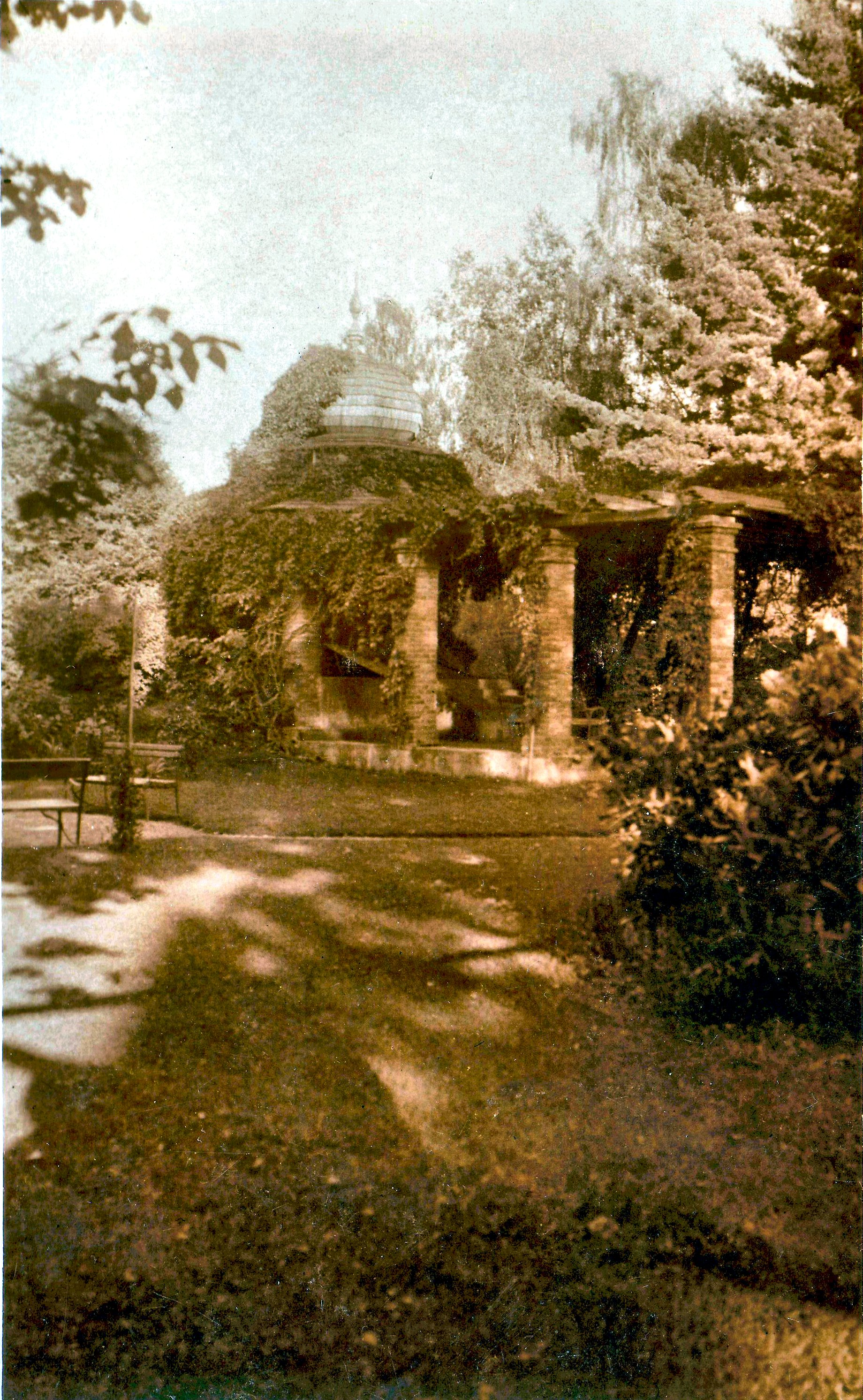
Парк,Замок Берегомет
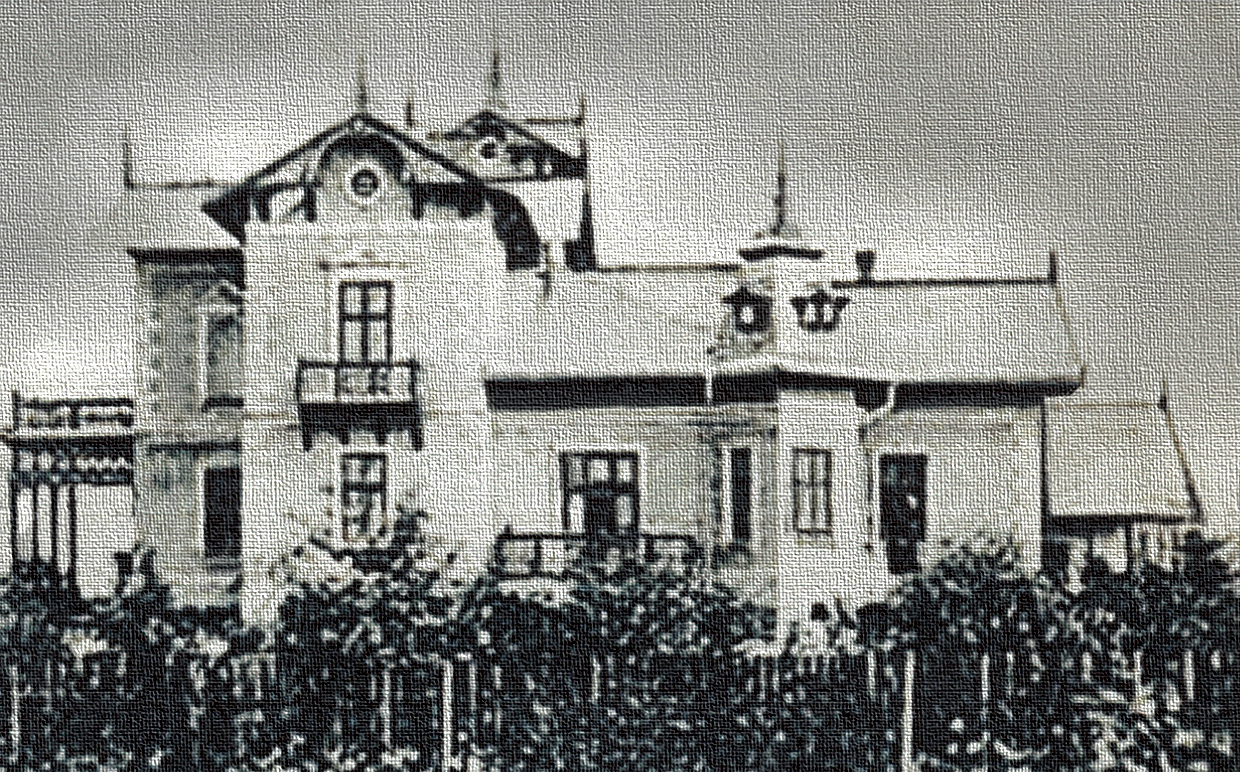
Замок Мигово
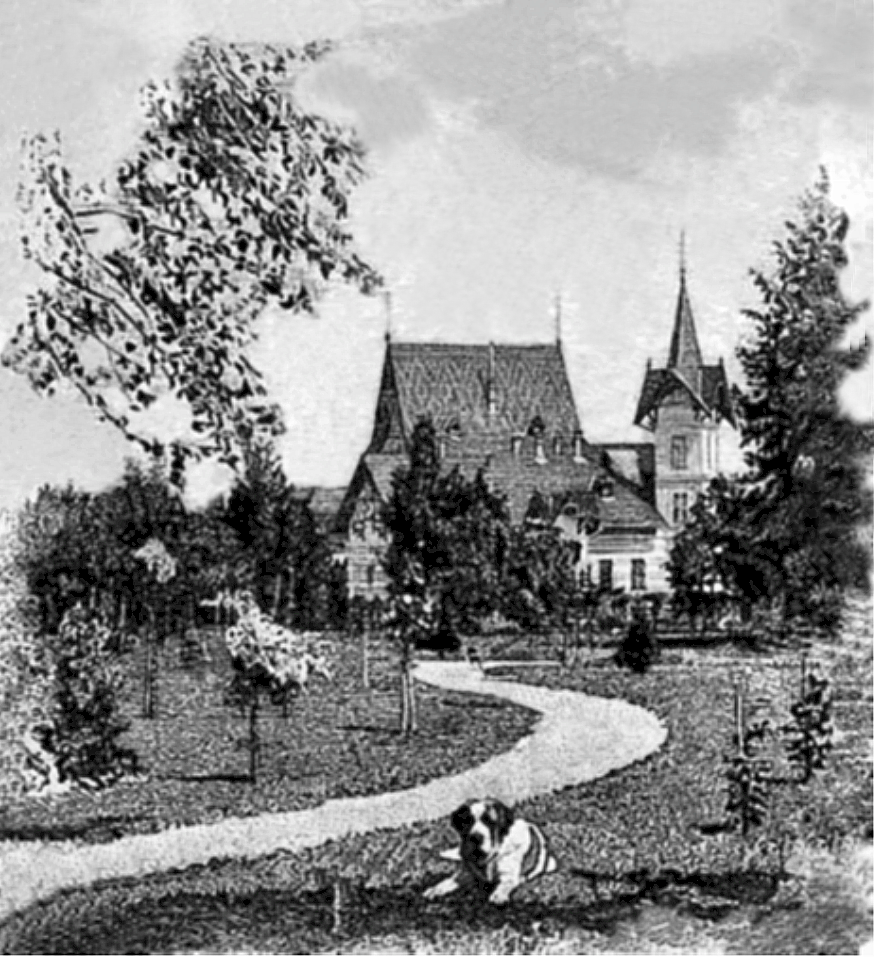
Замок Берегомет, 1900
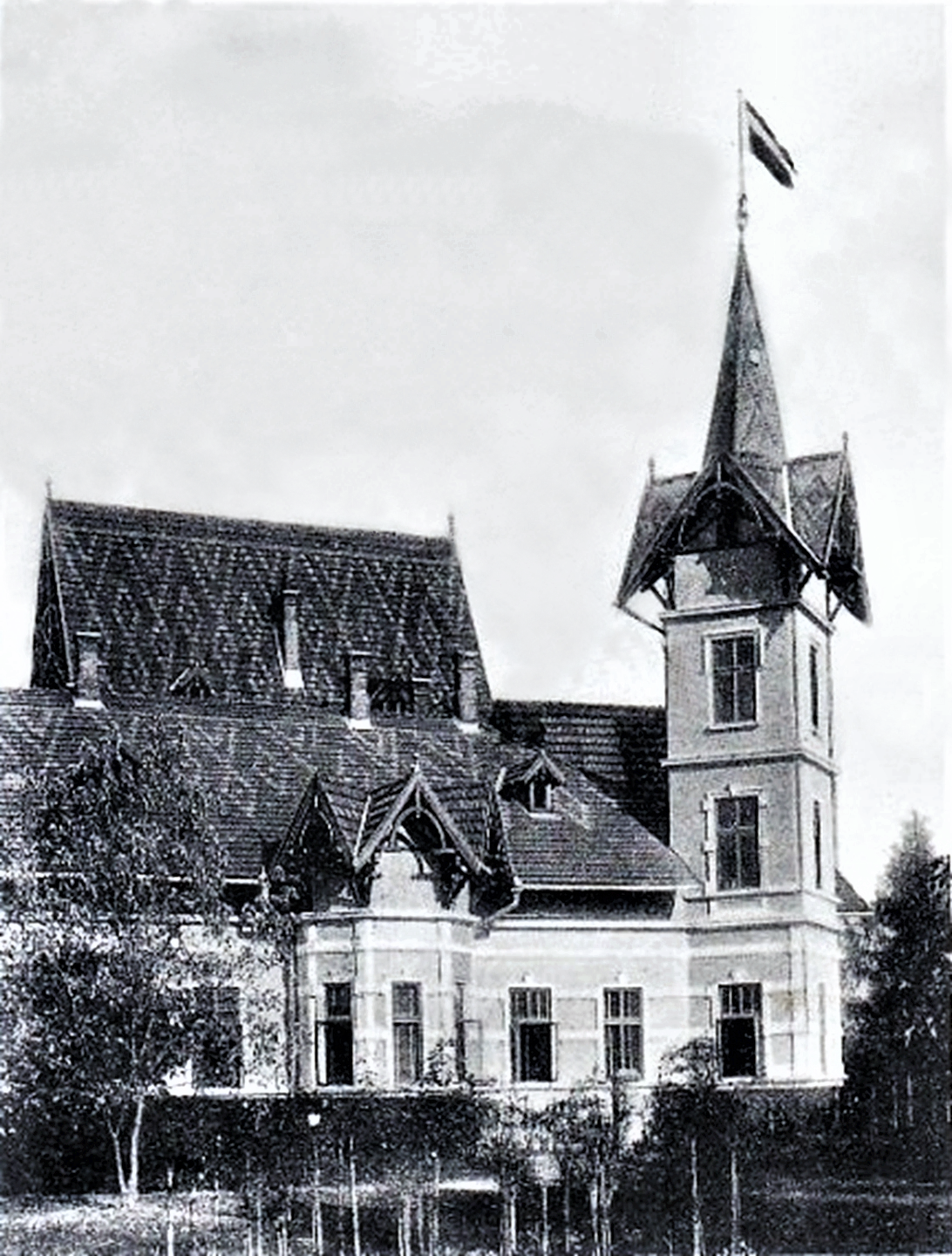
Замок Берегомет, 1900
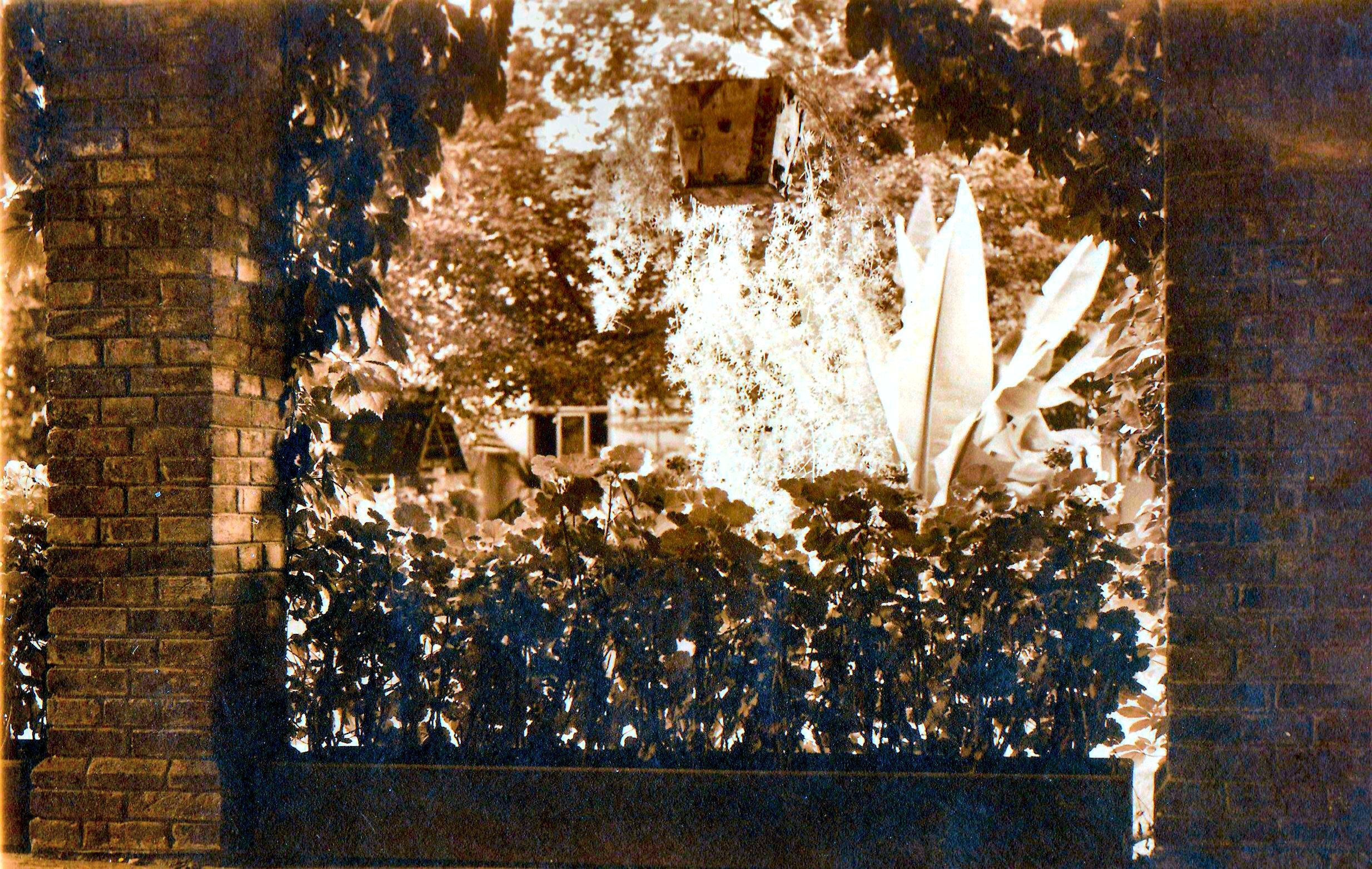
Парк,Замок Берегомет
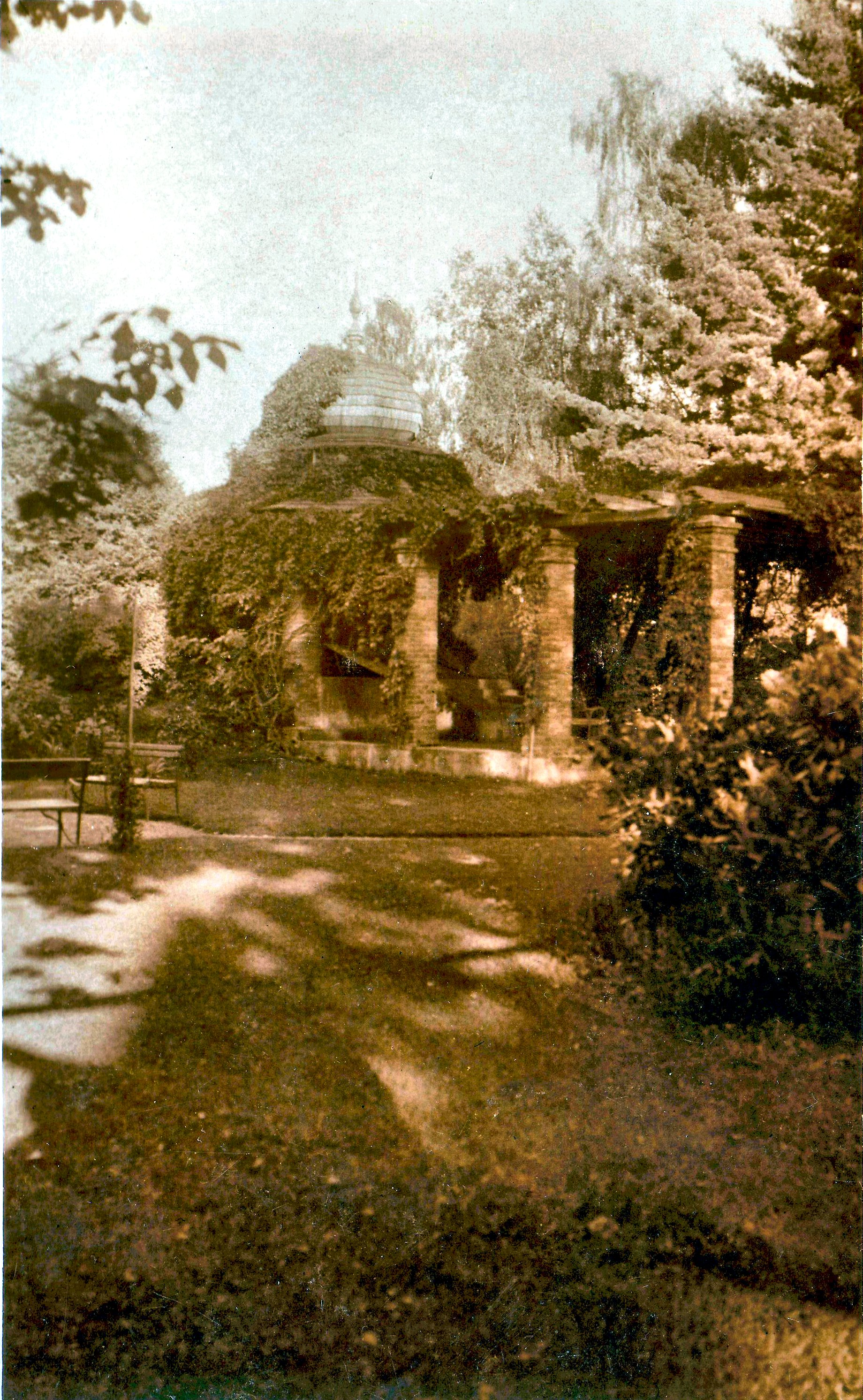
Парк,Замок Берегомет
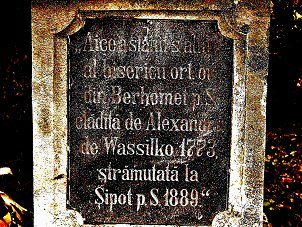
Gedenkstein für die Kirche in Berhometh (1889)
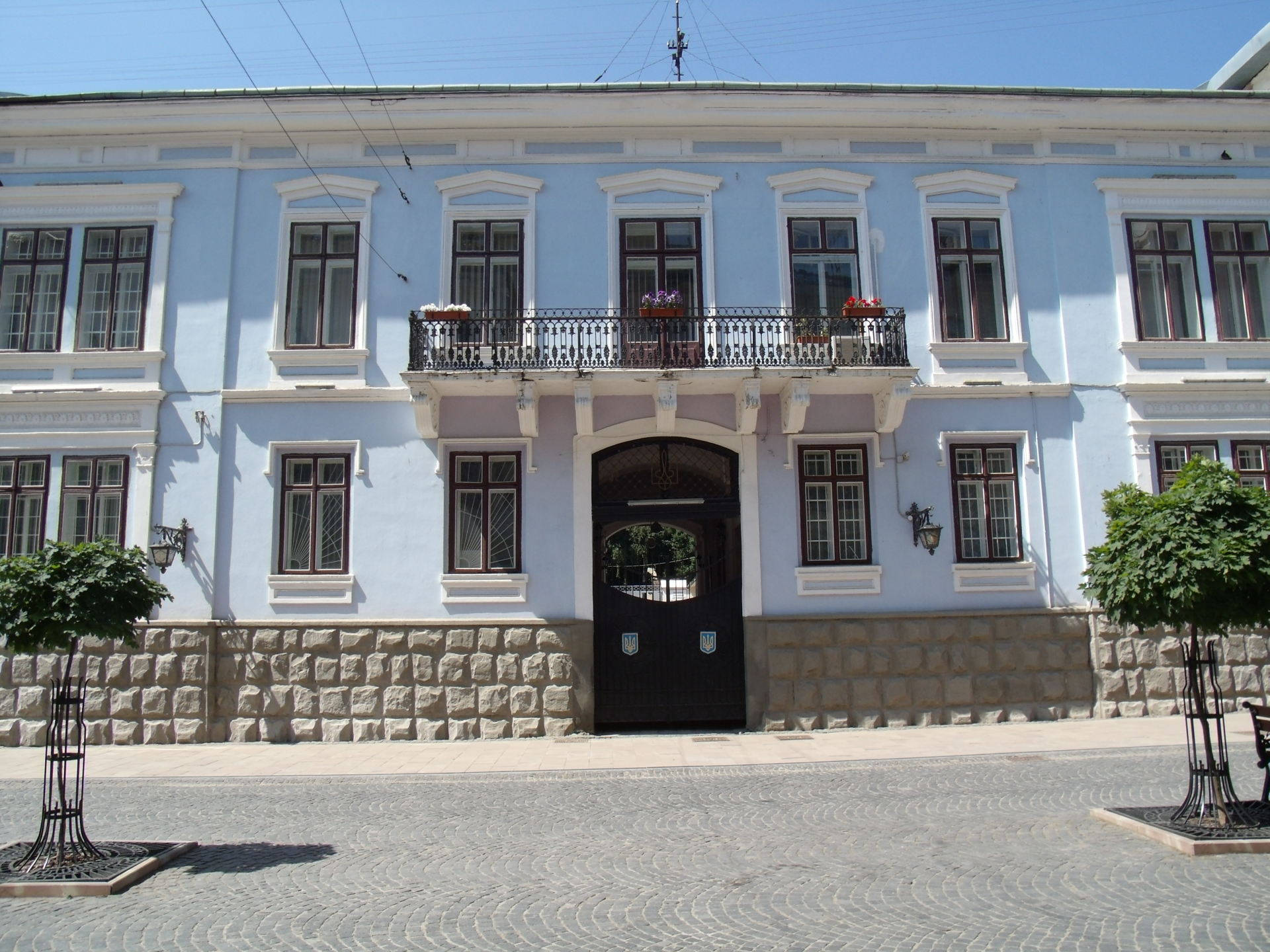
Палац графа Юрія Василько, Чернівці, вул.Кобилянська,34
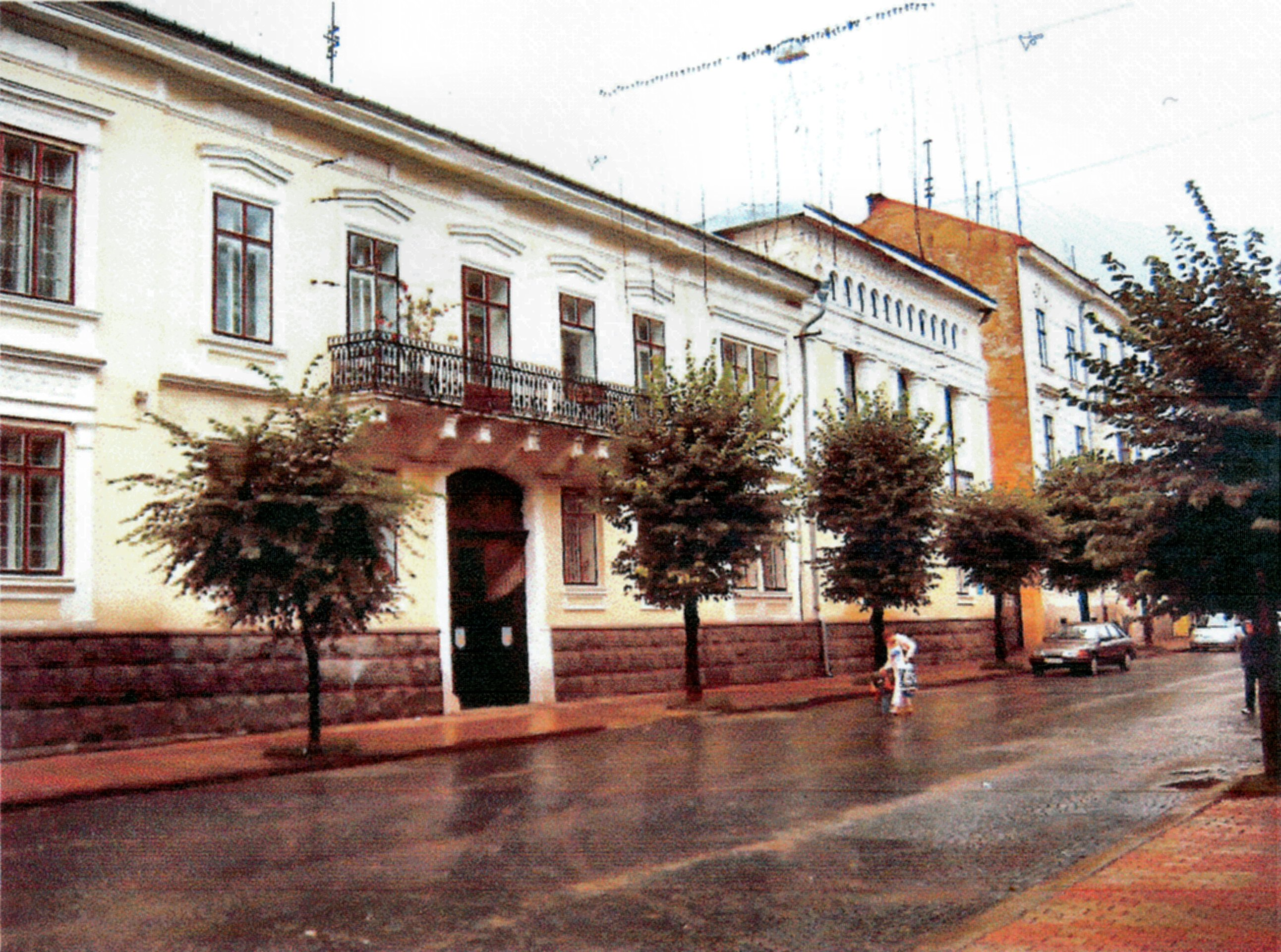
Палац графа Юрія Василько, Чернівці, вул.Кобилянська,38
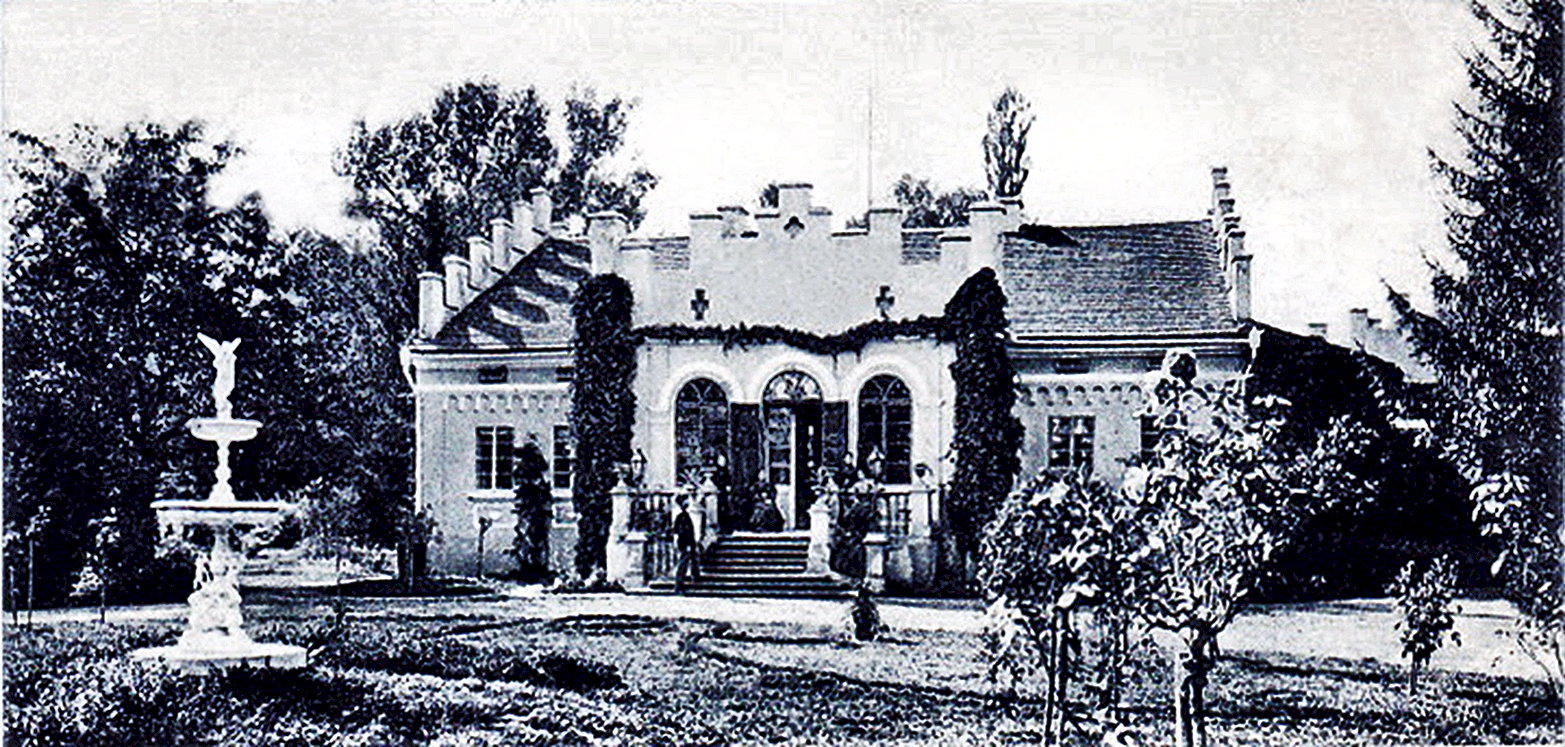
Замок Панка

### Сучасність
З приходом комуністичної влади СРСР на Північну Буковину 28 червня 1940 року та її повернення у березні-квітні 1944 року рід остаточно припинив своє панування на землях сучасних Вижницького та Сторожинецького районів Чернівецької області. З початку І Світової війни почалась міграція гілок роду до країн Західної Європи (Австрія, Швейцарія, Німеччина, тощо).